# Dimension Zero
Dimension Zero er et melodisk dødsmetal-band der blev dannet i 1996 i Göteborg Sverige som et sideprojekt af In Flames' guitarist Jesper Strömblad og eks-guitarist Glenn Ljungström. Trommeslageren Jocke Gothberg overtog senere pladsen som vokalist og Hans Nilsson kom derfor til at sidde ved trommerne. 
Bandet udgav Penetrations from the Lost World i 1997 før de gik i opløsning det følgende år på grund af personlige problemer. De gik atter sammen igen i 2000 og indspillede derefter Silent Night Fever og This is Hell. Bandet har kun haft meget fåtallige turnéer da alle medlemmerne er forpligtet til andre bands. 
Musikalsk er bandet blevet beskrevet som gammeldags svensk dødsmetal i nogenlunde samme stil som At the Gates, Unleashed, og Defleshed.

## Medlemmer
- Jocke Göthberg – Vokal
- Jesper Strömblad – Bas, Guitar
- Daniel Antonsson – Guitar (2002 – )
- Hans Nilsson – Trommer
- Niclas Andersson – Midlertidig bas

### Tidligere medlemmer
- Fredrik Johansson – Guitar
- Glenn Ljungström – Guitar (1996 – 2003, 2005)

## Diskografi
- Penetrations from the Lost World (1997)
- Silent Night Fever (2002)
- This Is Hell (2003)
- He Who Shall Not Bleed (2007)